# Diagnosticare COVID-19
Diagnosticarea sau testarea COVID-19 și a virusului asociat SARS-CoV-2  este posibilă cu două metode principale: recunoașterea moleculară și testarea serologiei. Metodele moleculare folosesc reacția în lanț a polimerazei (rRT-PCR) împreună cu testele cu acid nucleic și alte tehnici analitice avansate, pentru a detecta materialul genetic al virusului.
Se recomandă prelevarea de probe respiratorii superioare (exsudat nazal sau faringian), de obicei împreună cu sânge și probe respiratorii inferioare (spută sau lavaj bronhoalveolar – pentru formele grave ale bolii). Apoi, se recomandă identificarea virală prin metoda rRT-PCR.
Proba se consideră pozitivă dacă se detectează două fragmente genetice specifice coronavirusurilor, dintre care unul specific SARS-CoV-2.
Nu au fost dezvoltate încă teste serologice, de detecție a anticorpilor contra SARS-CoV-2, însă se recomandă recoltarea probelor de sânge și stocarea acestora, până când va fi dezvoltat un astfel de test.
Testarea rRT-PCR a persoanelor asimptomatice este luată în considerare pentru evaluarea persoanelor care au fost în contact cu un pacient diagnosticat cu COVID-19.